# Cantón de Moÿ-de-l'Aisne
El cantón de Moÿ-de-l'Aisne era una división administrativa francesa, que estaba situada en el departamento de Aisne y la región de Picardía.

## Composición
El cantón estaba formado por diecisiete comunas:
- Alaincourt
- Benay
- Berthenicourt
- Brissay-Choigny
- Brissy-Hamégicourt
- Cerizy
- Châtillon-sur-Oise
- Essigny-le-Grand
- Gibercourt
- Hinacourt
- Itancourt
- Ly-Fontaine
- Mézières-sur-Oise
- Moÿ-de-l'Aisne
- Remigny
- Urvillers
- Vendeuil

## Supresión del cantón de Moÿ-de-l'Aisne
En aplicación del Decreto n.º 2014-202, de 21 de febrero de 2014, el cantón de Moÿ-de-l'Aisne  fue suprimido el 22 de marzo de 2015 y sus 17 comunas pasaron a formar parte del nuevo cantón de Ribemont.